# Рейсвейк, Джон ван
Джон ван Рейсвейк (люкс. John van Rijswijck; 16 января 1962, Люксембург) — люксембургский футболист, игравший на позиции вратаря.

## Клубная карьера
Всю свою карьеру провёл в Люксембурге, выступая за «Женесс», «Унион», «Хобшейд» и «Свифт». 12 матчей провёл в Кубке европейских чемпионов/Лиги Чемпионов и 4 — в Кубке УЕФА.

## Карьера за сборную
Дебют за национальную сборную Люксембурга состоялся 1 мая 1984 года в товарищеском матче против сборной Норвегии. Рейсвейк принял участие в 43 матчах: 19 матчей квалификации на Чемпионат мира, 13 матчей квалификации на Чемпионат Европы и 11 товарищеских матчей.

## Достижения
- Чемпион Люксембурга: 1984/85, 1986/87, 1987/88, 1989/90, 1990/91, 1991/92
- Обладатель Кубка Люксембурга: 1988, 1991